# 小山健
小山 健（こやま けん、1984年6月13日 - ）は、日本のイラストレーター、漫画家。

## 人物
- 奈良県生まれ、三重県育ち[1]。大阪市在住中の会社員時代に趣味でブログに描いていたマンガ「手足をのばしてパタパタする」をきっかけにマンガやイラストを執筆。2013年に独立、2015年より東京都在住[2]。
- 2005年、大阪デザイナー専門学校イラストレーション学科卒業。
- 作品は「ほんわか」と称される[3]。
- 既婚である[4]。妻は漫画にも登場するさっちゃん。
- ブログは、一日約3万件のアクセスを誇る[4]。
- 桜玉吉から影響を受けている[4]。
- コピーライターの糸井重里がtwitterで絶賛した[5][6]。
- 2019年、『生理ちゃん』で第23回手塚治虫文化賞短編賞受賞、実写映画化も発表される。二階堂ふみが主演[7]。同年11月8日公開[8]。

## 作品リスト

### インターネット上の収録作品
- 『週刊こや通』（ソニー）
- 『マーク・ザッカーバーグに最も近いのは、案外こんな子どもかもしれないという話【特集:New Order外伝-小山健①】』（エンジニアtype）
- 『一石を投じたいだけ』（中2イズム）
- 『見捨てないでください』（マイナビニュース）
- 『osaka.sora』（マイナビニュース）
- 『部屋と掃除機とさち子』（パナソニック）
- 『地元伝説コロ沢』（イーアイデム）
- 『エンジョイ！ クルマくん』（GAZOO）
- 『おまかせ！トラベルボーイ』（関空エアポートエージェンシー）
- 四コマ映画
- オモコロ

### 著書
- 『手足をのばしてパタパタする』エンターブレイン 2014 ISBN 978-4-04-729565-0
- 『死ぬ前に1回やっとこう』一迅社 2015 ISBN 978-4-7580-1447-2
- 『osaka.sora』キノブックス 2016 ISBN 978-4-908059-40-7
- 『お父さんクエスト』ポプラ社 2017 ISBN 978-4-591-15611-7
- 『生理ちゃん』KADOKAWA 2018 - 2020

### イラスト担当
- 『100日間おなじ商品を買い続けることでコンビニ店員からあだ名をつけられるか。』光文社 2020 ISBN 978-4-334-95199-3[9]
- 『幸せが鳴る夜に』KONAMI音楽ゲーム jubeat festo収録楽曲

### 出版物
- 「LEGENDジョブズ君」（アスキー・メディア・ワークス『Mac People』連載）[10]
- 「マンガで分かる風雲マネー塾」（産経新聞出版連載） [11]

### イラストレーション掲載
- （『anan』2013年7/13発売号）[要出典]
- （『Hanako』2013/6.27号）[要出典]
- （三栄書房『i phoneでお腹を凹ます本』）[12]